# نیوهمپشر
نیوهمپشر (به انگلیسی: New Hampshire) ایالتی است در شمال‌شرقی ایالات متحده آمریکا که از ایالت‌های ناحیه نیوانگلند به‌شمار می‌رود. نام این ایالت برگرفته از نام شهرستانی در انگلستان به‌نام همپشر است. نیوهمپشر در جنوب با ماساچوست، در غرب با ورمانت، در شرق با مین و اقیانوس اطلس و در شمال با استان کانادایی کبک مرز مشترک دارد.
این ایالت از نخستین مستعمرات بریتانیایی آمریکای شمالی بود که برای تشکیل دولت مستقل از استعمار بریتانیا بپاخاست. اگرچه در آن زمان یعنی ژوئن ۱۷۷۶، به وضوح این موضوع را اعلام نکرد، اما در نهایت جزو سیزده ایالتی شد که کشور مستقل ایالات متحده را بنیان‌گذاری کردند. در نهایت در ژوئن ۱۷۸۸ نیوهمپشر نهمین ایالتی بود که قانون اساسی ایالات متحده را به تصویب رساند و آن را اجرا کرد. نیوهمپشر نخستین ایالت در آمریکا است که برای خود قانون اساسی نوشت. همچنین این ایالت نه در سطح ایالتی و نه در سطوح پایین‌تر نه مالیات فروش دارد و نه مالیات بر در آمدهای شخصی که البته سودهای سهام از این قاعده مستثنی هستند.
شعار این ایالت «آزاد زی یا بمیر» و لقب آن «ایالت گرانیت» است که اشاره به ذخایر عظیم گرانیت در این ایالت دارد.
در میان افراد سرشناس این ایالت می‌توان به نیکولاس گیلمان از بنیان‌گذاران ایالات متحده، سناتور دنیل وبستر، قهرمان انقلاب آمریکا جان استارک، هوراس گریلی روزنامه‌نگار، مری بیکر ادی بنیان‌گذار مذهب دانش مسیحی، رابرت فراست شاعر، آلن شپارد نخستین فضانورد آمریکایی و دان براون نویسنده اشاره کرد. همچنین آدام سندلر هنرپیشهٔ آمریکایی نیز در این ایالت بزرگ شد هرچند در نیوهمپشر به دنیا نیامد. ضمن اینکه تنها رئیس‌جمهور اهل این ایالت فرانکلین پیرس بود.
با داشتن بزرگ‌ترین پیست‌های کوهستانی آسکی در ساحل شرقی، جاذبه‌های تفریحی عمده در نیوهمپشر شامل اسکی، اسنوموبیل، کلیهٔ ورزش‌های زمستانی، پیاده‌روی و کوه‌نوردی، مشاهدهٔ طبیعت زیبای پاییزی و خانه‌های تابستانی در میان رودخانه‌ها و ساحل است. همچنین ورزش‌های موتوری در پیست موتورسواری نیوهمپشر و مسابقات هفتگی موتورسواری لاکونیا که هر ساله در ژوئن برگزار می‌شود نیز جز جاذبه‌های تفریحی در نیوهمپشر به‌شمار می‌رود.
این ایالت در انتخابات مقدماتی ریاست جمهوری ایالات متحده آمریکا هر چهار سال یک بار حائز اهمیت ویژه‌ای‌ست. نیوهمپشر پنجمین ایالت کوچک آمریکا و نهمین ایالت کم‌جمعیت آمریکا است. پایتخت آن کنکورد و شهر مهم آن منچستر است.

## جغرافیا
نیوهمپشر بخشی از ناحیه نیوانگلند است. این ایالت از شمال و شمال غربی با استان کانادایی کبک از شرق با ایالت مین و اقیانوس اطلس، از جنوب با ماساچوست و از غرب با ورمانت همسایه است.

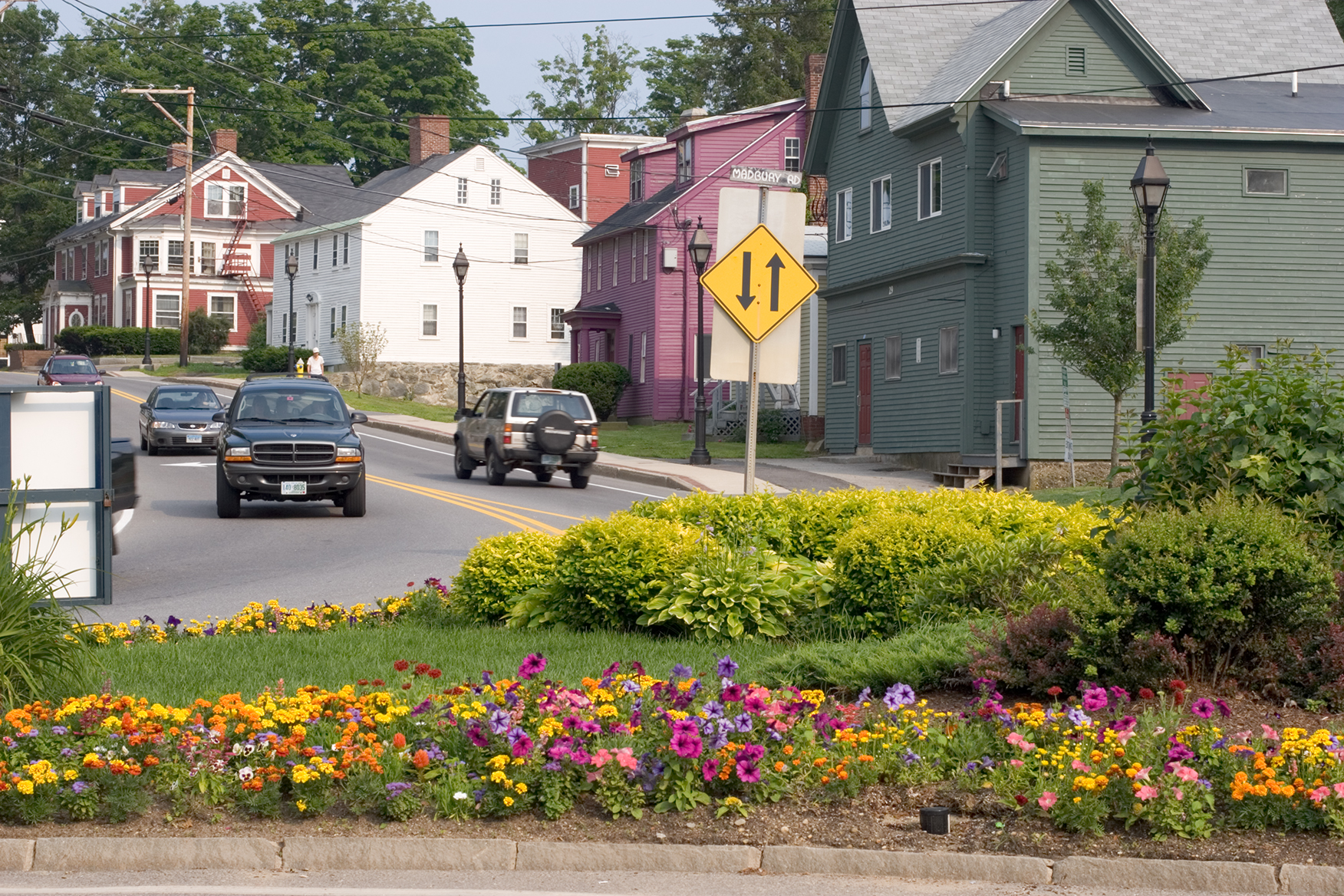
شهر دورهام در نیوهمپشر

## اقتصاد

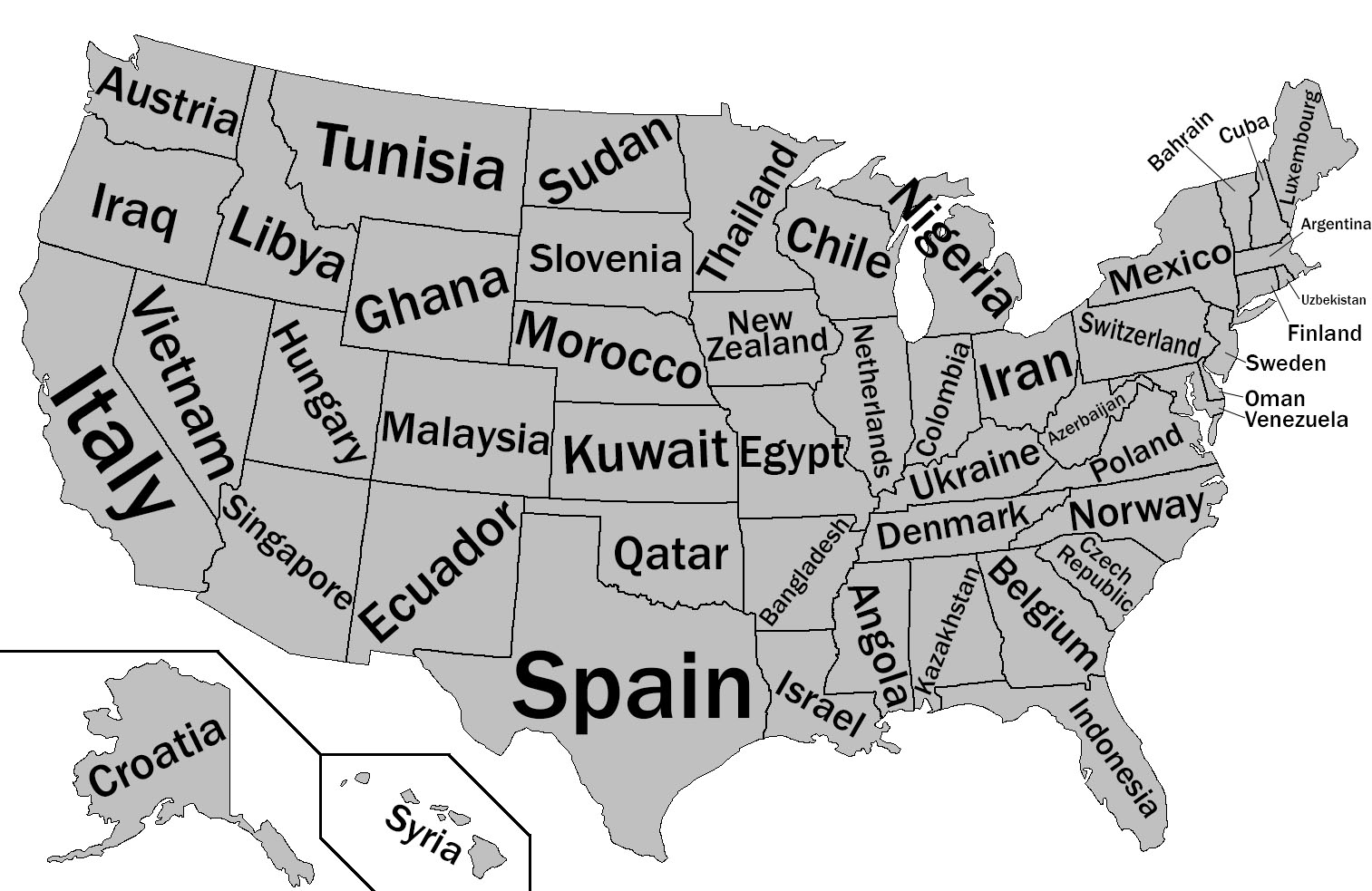
مقایسهٔ تولید ناخالص داخلی ایالت‌های آمریکا با کشورهای دیگر در سال ۲۰۱۲. ایالت نیوهمپشر در این سال تولید ناخالصی اش قابل مقایسه با کشور کوبا بوده است.

در سال ۲۰۱۲، این ایالت تولید ناخالص داخلی برابر با ۶۹٬۵۷۲ میلیارد دلار داشت، که بیشتر از تولید ناخالص داخلی کشور کوبا (۶۸٬۲۳۴ میلیارد دلار) بود.
این ایالت مالیات بر دارایی دارد که تحت کنترل شهرداری هاست، ولی هیچ مالیات بر فروش یا درآمد سراسری ندارد. این ایالت مالیات‌های محدودتری در خصوص وعده‌های غذایی، اقامتگاه‌ها، ادوات نقلیه، درآمد ناشی از سرمایه‌گذاری و کسب و کار، و عوارض در جاده‌های ایالتی دارد.

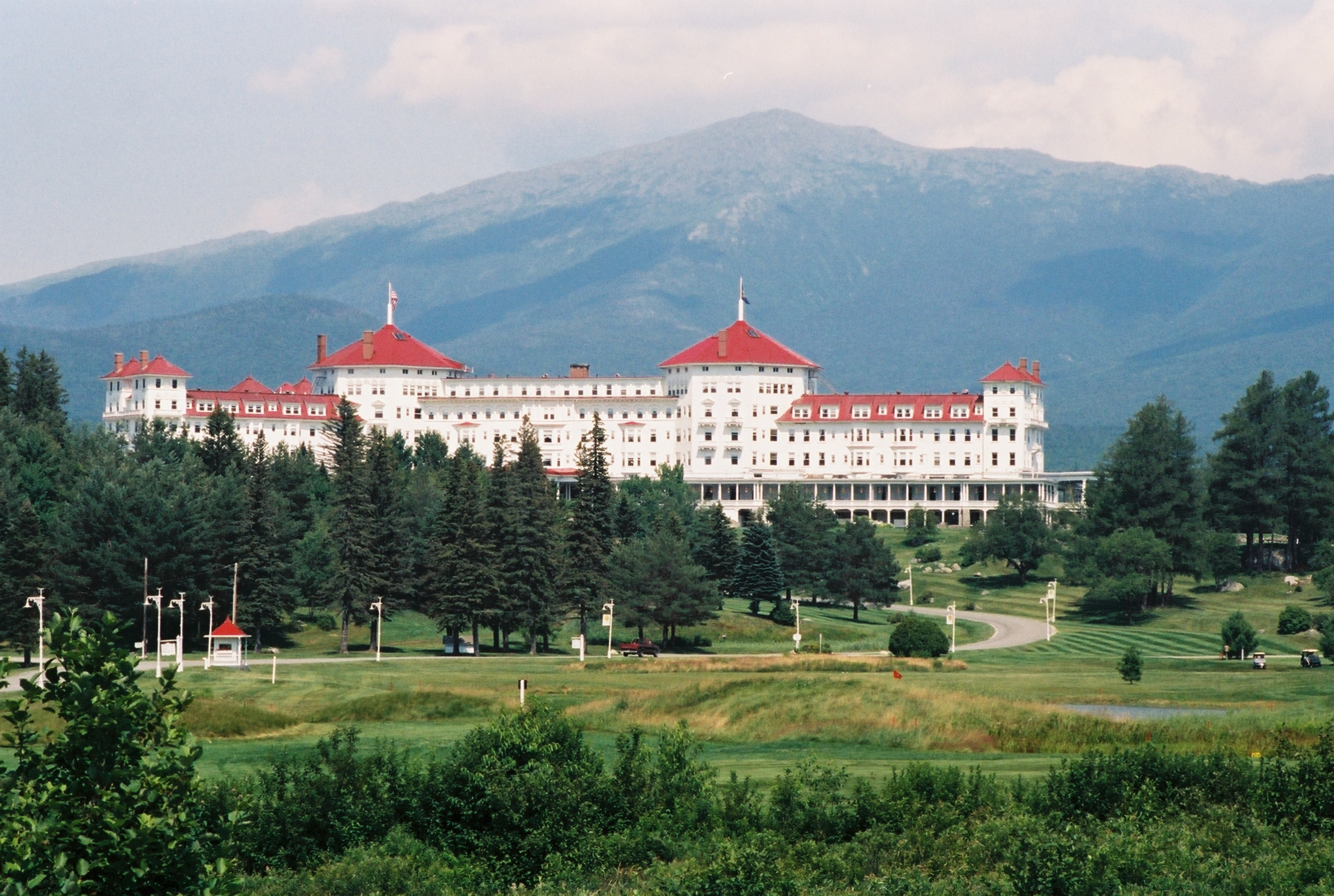
منطقه ماونت واشینگتن

## مراکز علمی-فرهنگی
دانشگاه دارتموث، یکی از اعضای آیوی لیگ در این ایالت قرار دارد. دانشگاه دولتی بزرگ این ایالت نیز دانشگاه نیوهمپشر است.
کتابخانه آکادمی فیلیپس اکستر در ۱۸۳۳ تأسیس شد.

## مشاهیر
- آلن شپارد، فضانورد پرآواز سفینه آپولو ۱۴
- جان استارک
- رالف آدامز کرام فرانکلین پیرس

## اولین‌ها در نیوهمپشر
- در تاریخ ۵ ژانویه ۱۷۷۶ در شهر اکسیتر، کنگره استانی نیوهمپشر اولین قانون اساسی مستقل از قوانین بریتانیا را به تصویب رساند.
- در تاریخ ۱۲ ژوئن ۱۸۰۰ اولین کشتی‌سازی نیروی دریایی ایالات متحده تحت حمایت دولت در جزیره فرنالد در رودخانه پیسکاتاکوآ آغاز به کار کرد.
- در سال ۱۸۲۲ کتابخانه نوجوانان دوبلین اولین کتابخانه عمومی بود که آغاز به کار کرد.
- اولین اعتصاب زنان در سطح ملی در سال ۱۸۲۲ در دوور اتفاق افتاد.
- کتابخانه شهر پیتربوروگ اولین کتابخانه در دنیا بود که تحت حمایت بودجه عمومی در سال ۱۸۳۳ پایه‌گذاری شد.